# ピアノ四重奏曲第2番 (メンデルスゾーン)
ピアノ四重奏曲第2番 ヘ短調 作品2 は、フェリックス・メンデルスゾーンが作曲したピアノ四重奏曲。

## 概要
本作はピアノ四重奏曲第1番作品1が世に出されて1年が経過した1823年に出版された。作曲当時、彼は弱冠14歳であった。曲はメンデルスゾーンが8歳の頃から作曲と音楽の指導を行ってきたカール・フリードリヒ・ツェルターへと献呈されている。また、ツェルターはメンデルスゾーンを旅に連れ出してヨハン・ヴォルフガング・フォン・ゲーテに会わせることになるが、ゲーテもメンデルスゾーンが1821年から1825年にかけての初期作品を作曲するにあたって重要な人物となるのであった。
楽曲は前作から長足の進歩を遂げており曲には自信が漲っている。前作との共通点としてはピアノの活躍が前面に出されることろが挙げられ、弦楽器に与えられる役割がささやかなものに限られる一方で、技巧的なピアノが中心となって曲を組み立てていく。
本作に対する古い時代の論評が2本ある。ひとつめは1825年11月に「BAMZ」という筆名の評論家によるもので、メンデルスゾーンには非凡な才能があるが形式に拘泥し過ぎて「素材」への配慮が十分でないと述べている。ふたつめは1828年に書かれた「LAMZ」という筆名の評論家によるものである。そこでは、本作がこのジャンルにおいて最も成功した作例であるということ、そして曲が「控えめながらも、常に生き生きとしている」ことが述べられている。

## 楽曲構成
全4楽章で構成される。演奏時間は約26分。

### 第1楽章
Allegro molto 2/2拍子 ヘ短調
ソナタ形式。弦楽器の合奏で開始し、ヴァイオリンが主題を奏でる（譜例1）。
譜例1
主題を確保した後、音量を上げて活発な経過となる。変イ長調の第2主題は下降する順次進行によるもので、ピアノによって提示を受ける（譜例2）。
譜例2
コデッタはピアノの三連符に覆われており、連続した急速な動きが提示部の終わりを呼び込む。展開部では弦楽器が譜例1の断片を奏す傍ら、ピアノは自由なパッセージを弾き進めていく。ヴァイオリンによる譜例1の再現があり、ピアノからのヘ長調での譜例2の再現は旋律に変化を加えてある。提示部同様に三連符が中心となる結尾があり、その後に譜例1を使用しながら次第に音量を上げる。最後はピウ・アレグロとなって生じた勢いを維持したまま駆け抜ける。

### 第2楽章
Adagio 3/4拍子 変ニ長調
ピアノによる主題の提示により幕を開ける（譜例3）。弦楽器に受け渡されて歌い継がれる。
譜例3
やがてピアノが初期ロマン派らしいトレモロによる伴奏を行う中、ヴァイオリンに新しい楽想が現れる（譜例4）。
譜例4
ピアノの伴奏がアルペッジョへと変化し、譜例4が再び奏されていく。同じアルペッジョの伴奏が続く上にヴァイオリンによって譜例3が再現される。やがて旋律はピアノに引き継がれ、弦楽器はトレモロで下支えする。弦楽器のトレモロが最後まで残って静かに閉じられる。

### 第3楽章
Intermezzo: Allegro moderato 6/8拍子 ヘ短調
一般的にはメヌエットやスケルツォが置かれる位置に、若きメンデルスゾーンは間奏曲（インテルメッツォ）を配した。ピアノの独奏で幕を開ける（譜例5）。次いで弦楽器と交代する。
譜例5
曲の中央部分が反復される形となっているが、その最後では譜例6の新しい楽想が出ると同時にピアノは重音を用いた伴奏に切り替わる。
譜例6
中央部分の繰り返しを終えてもピアノは同じ伴奏音型を維持し、そのまま音量を失って弱音で楽章を終える。

### 第4楽章
Allegro molto vivace 2/2拍子 ヘ短調
ヴァイオリンが奏する活気ある主題で開始する（譜例7）。続いてピアノでも奏される。
譜例7
カノンの要領で音を重ねるエピソードが現れる（譜例8）。
譜例8
ヴァイオリンによる譜例7の再現が行われるが、ヴィオラで譜例9の対旋律が添えられており変化が加えられている。
譜例9
ピアノがオクターヴで譜例10の音型を奏し始め、音量を増してクライマックスを形成する。
譜例10
繰り返しが指示されており、楽章の冒頭から反復される。繰り返しを終えると展開が行われ、休みないピアノのユニゾンにより力強く進められる。譜例7の再現が行われると譜例8、9、10も続いていき、活発なコーダを経て勢いを失うことなく全曲に終止符が打たれる。この楽章では弦楽器にもピアノと同等に技術を披露する機会が与えられている。